# 安娜的美麗人生
《安娜的美麗人生》（義大利語：Per amor vostro）是一部於2015年上映的義大利劇情片。該片由朱塞佩·高迪諾執導。它在第72屆威尼斯影展以主競賽單元放映。薇拉莉·葛琳諾的演出贏得威尼斯影展最佳女演員獎。

## 角色
- 薇拉莉·葛琳諾 飾 安娜
- 馬西米利亞諾·加洛（英语：Massimiliano Gallo） 飾 吉吉·斯卡廖内
- 阿德里亞諾·吉安尼尼 飾演 蜜雪兒·米利亞喬
- 伊莉莎白·米拉 飾 桑托娜·斯卡廖内
- 愛德華多·斯奧 飾 阿爾圖羅·斯卡廖内
- 达里亚·迪桑托 飾 欽齊亞·斯卡廖内
- 薩爾瓦托雷·坎塔盧波（英语：Salvatore Cantalupo） 飾 西羅
- 罗萨丽娅·迪乔科 飾 工作室電視領導人

## 外部鏈接
- 互联网电影数据库（IMDb）上《安娜的美麗人生》的资料（英文）